# August Duvier
Thorvald Peter August Duvier (født 16. marts 1860 i København, død 14. januar 1928 på Frederiksberg) var en dansk glarmester, oldermand, glasmosaikfabrikant og direktør. Han tilskrives æren for at have indført glasmaleriet i Danmark i slutningen af 1800-tallet, som blev en vigtig kunstnerisk udtryksform for flere danske kunstnere omkring århundredeskiftet. 

## Ungdom
Duvier var ældste søn af glarmester Christian Frederik Duvier og Anna Marie f. Petersen. Hans far, som tilhørte en gammel, pommersk glarmesterslægt af fransk afstamning, var indvandret til København i 1850'erne og havde en mindre glarmesterforretning på Frederiksborggade 3. Duvier kom som 14-årig i glamesterlære i sin fars værksted og blev svend i 1877.

## Vesterbrogade 33-37
I 1885 åbnede Duvier på Vesterbrogade 33, siden Vesterbrogade 37 på hjørnet af Viktoriagade, sin første egen glarmesterforretning på sin 25-års fødselsdag. Han udviste fra begyndelsen en særlig interesse for kunsthåndværket, først og fremmest blyindfattede glasmosaikker som han udførte og fremviste ved de mange industriudstillinger i slutningen af 1880'erne. Ved den Nordiske Udstilling i 1888 udstillede han eksempelvis under stor bevågenhed en større mosaikrude, som var udført i anledning af Christian den 9. regeringsjubilæum. Selve glasmaleriet (også kaldet kabinetsmaleri), hvis teknik var fuldkommen ukendt i Danmark, er kunsten at bemale ufarvet glas med gennemsigtige farver, som dernæst indbrændes, og adskiller sig derved fra glasmosaikken (også kaldet musivisk glasmaleri), skønt begreberne blandes sammen i daglig tale. 
Tildelingen af Industriforeningens Bruuns Rejselegat i 1891 gav Duvier mulighed for at studere det komplicerede håndværk i Sydtyskland, Frankrig og Italien, og ved sin studierejses afslutning i 1892 kunne han således bygge en ovn til brænding af glasmalerier på Gammel Kongevej som den første i Danmark. Duvier slog efterfølgende sit navn fast og forstod at udnytte og kombinere de forskellige teknikker. Han udførte i de følgende år et utal af glasarbejder til kirker, offentlige bygninger, bl.a. Børsen og Ny Carlsberg, og private hjem og knyttede en række dygtige kunstnere til sit værksted. 

## Holmens Kanal 8
I 1893 rejste Duvier til verdensudstilling i Chicago og vandt en førstepris for sine arbejder, som beundredes af pressen. Samme år opkøbte Duvier to naboejendomme på Holmens Kanal 6-8, som han nedrev og i stedet opførte en tidsvarende ejendom: "Nu har [Duvier] kjøbt eget Hus ved Holmens Kanal, hvor han har indrettet sig Ateliers, Brændeovn, Forretnings- og Butikslokale i en praktisk og solid Stil, som ikke er meget almindelig i vore Dage, hvor saa mange ere Fabrikanter og kun saare faa Haandværksmestre. Han tegner, komponerer og udfører sine smagfulde og fantasirige Ruder, men ved Siden af er han stadig slet og ret Glarmester", skrev Aalborg Stiftstidende ved indvielsen af den nye forretning, som fastholdte en høj håndværksmæssig og kunstnerisk kvalitet. 
Ikke desto mindre udøvede Duvier et bemærkelsesværdigt handelstalent, især i sin effektive markedsføring. Han henvendte sig med tiden til en bred kundekreds. Udover de store bestillingsopgaver, producerede han således en række glasmalerier, som tiltalte den jævne befolkning, bl.a. en serie af minderuder, som solgtes i store antal og til lave priser. Stilistisk var hans arbejder præget af flere forskellige kunstretninger, først og fremmest tidens historicisme, mens hans samarbejde med eksempelvis Joakim Skovgaard og Thorvald Bindesbøll pegede frem mod Art Nouveau og gav mindelser om Louis Comfort Tiffany. En række glasmalerier, udført for Lensgreve Lerche til Lerchenborg og med forlæg af dekorationsmaler C.N. Overgaard, var i 1895 udstillet i forretningen på Holmens Kanal og blev genstand for stor opmærksomhed: Motiverne, der skyldes kunstmaler C.N. Overgaard, medens den fortræffelige Udførelse og Valget af de stilfulde Glasfarver er Hr. Duviers Værk, ere hentede fra den danske Plante- og Dyreverden. Ruderne [...] danne i øvrigt hele Billeder, der, sete i lidt Afstand, minde om fint udførte Malerier.
Af udvalgte arbejder bør desuden nævnes glasmaleriet over indgangsporten til Københavns Rådhus, som Duvier udførte i 1905. Dette arbejde blev skænket rådhusets arkitekt Martin Nyrop som et led i Duviers offensive markedsføring og skaffede ham en vigtig reklameplads midt i København. Senere åbnede Duvier flere forretninger, bl.a. Ved Stranden 2, og værksteder i København.

## Øvrige virke
Duvier var først og fremmest glarmester, men udviklede sig også til en fremsynet forretningsmand og organisator. Han forstod nødvendigheden af markedsføring og centralisering. Duvier blev i 1898 valgt som oldermand af Glarmesterlavet i København. I de følgende år forsøgte han at samle landets glarmestre i ét fælles lav, hvilket lykkedes i 1904, da de landsdækkende organisationer blev sammenlagt til Glarmesterlavet i Danmark. Duvier blev valgt som oldermand og besad denne post indtil 1914. Han tilhørte håndværkerstandens spidser og blev betroet adskillige tillidshverv. Han var bl.a. i 16 år delegeret i Fællesrepræsentationen for dansk Industri og Haandværk og i samme periode repræsentant for Haandværkerbanken i Kjøbenhavn, ligesom han i en årrække sad i repræsentantskabet for Kjøbenhavns Brandforsikring. Derudover fungerede han som bestyrelsesmedlem for Foreningen Dansk Arbejde og Nordisk Glaskompagni A/S, hvor han endvidere var prokurist, samt ikke mindst administrerende direktør for Kronborg Vinduesglasværk A/S, hvis bestyrelse var ledet af kreditforeningsdirektør Carl Herforth. 
Duvier var i brede kredse en kendt mand i København, hvor han ofte blev omtalt Glasmosaikfabrikant Duvier. Han blev gengivet af Storm Petersen i en karikatur for Ekstrabladet i 1910, og i den nedenstående artikel hed det bl.a.: Hr. Duvier er vistnok verdensberømt! Som bekendt er han Glarmester og Glasmosaik-Fabrikant. Hvad en Glarmester er, ved vi alle [...] Men hvad er en Glasmosaik-Fabrikant? Jeg tør vædde 10 mod 1 paa, at der er ikke én af Tusinde af Ekstrabladets Læsere, der ved, hvad det er. Hvis man vil være vittig, kan man jo nok sige, at en Glasmosaik-Fabrikant er et gemytligt Medmenneske i sin bedste Alder, altsaa akkurat saadan en som Hr. Duvier! 
Duvier gjorde sig lejlighedsvis gældende i det københavnske kulturliv. Han var frimurer og tilhørte det nationalkonservative miljø. Således fungerede han sammen med bl.a. forfatter Bering Liisberg og havnebygmester H. C. V. Møller som hovedarrangør ved fejringen af 250-året for Stormen på København i 1909. Duvier trak sig tilbage i 1918 og overdrog forretningen til sin mangeårige værkfører, Odin Hansen, som videreførte firmaet under navnet Aug. Duviers Efterfølger på Ny Vestergade 9. Han blev udnævnt som æresmedlem af glamesterlavet i 1920.

## Familie
Duvier giftede sig i 1885 med Ellen Augusta Ernestine f. Wengler, datter af kurvemagermester Julius Wengler. Parret fik tre døtre, deriblandt koncertsangerinde Yrsa Liisberg. En anden datter giftede sig med maler K. O. Hilkier. 

## Udvalgte arbejder
- Glasmosaikker, deriblandt vinduesrose, St. Alban's English Church (1887, efter forlæg af Ludvig Fenger)
- Glasmosaikker, kapellet på Mosaisk Vestre Begravelsesplads (1888, efter forlæg af Frederik L. Levy)
- Vinduesrose med ur, Jesuskirken (1891, efter eget forlæg)
- Glasmosaikker, Rosenkranskirken (1892, efter ukendt forlæg, kirke bombet i 1945)
- Glasmaleri Himmerrigets Port i apsis, Helligåndskirken (1894, efter forlæg af C. N. Overgaard, udskiftet med klart glas)
- Glasmaleri Hierterne opad, Frederikskirken (1894, efter forlæg af C. N. Overgaard)
- Glasmalerier til jagtværelse og korridor for Christian Lerche-Lerchenborg, Lerchenborg (1896, efter forlæg af C. N. Overgaard)
- Glasmaleri i apsis, Vor Frue Kirke i Nyborg (1896, efter forlæg af Ludvig Frederik Olesen og O. P. Momme, udskiftet med klart glas i 1970-72)
- Tre glasmalerier Alterbillede i apsis, Sankt Thomas Kirke (1898, ukendt forlæg, udskiftet med Jens Urups glasmosaikker i 1988)
- Glasmaleri over indgangsportal, Københavns Rådhus (1905, efter forlæg af Martin Nyrop)
- Glasmosaikker i apsis og bag orgel, Viborg Domkirke (1906 efter forlæg af Joakim Skovgaard og Thorvald Bindesbøll)
- Tre glasmalerier i apsis, Holstebro Kirke (1907-08, efter forlæg af Johannes Kragh)
- Glasmaleri Assens Byvåben i apsis, Vor Frue Kirke i Assens (1910, efter eget forlæg, nedre del udskiftet med klart glas)

## Galleri
- C. F. Duvier Glarmesterforretning, Frederiksborggade 3
- Aug. Duvier Glarmesterforretning, Vesterbrogade 33
- Aug. Duvier Etablissement for Glasmaleri, Ved Stranden 2